# Anthocercis
Genre
Anthocercis est un genre d'arbustes de la famille des Solanaceae qui sont endémiques dans le sud de l'Australie tempérée essentiellement dans le Sud-Ouest de l'Australie-Occidentale. Toutes les espèces d’Anthocercis contiennent des alcaloïdes tropaniques et ont parfois provoqué des empoisonnements chez les enfants ou sont suspects d'intoxication de bétail. Anthocercis est connu comme le seul genre de Solanacées produisant de la résine grâce à des trichomes glandulaires.

## Taxonomie
Le genre, qui est placé au sein de la famille des Solanacées, a été formellement décrit par le botaniste Jacques Labillardière dans Novae Hollandiae Plantarum Specimen, Vol. 2 : 19 (1806). L'espèce type du genre est Anthocercis littorea Labill.
Anthocercis réside dans la sous-famille Nicotianoideae. Le genre est considéré comme faisant partie de la tribu Anthocercideae mais la phylogénie de ce groupement a été remise en question. Les espèces du genre Anthocercis forment cependant un groupe monophylétique qui les distinguent de tous les autres genres du clade Anthocercidoide. 

## Espèces
- Anthocercis angustifolia F.Muell.
- Anthocercis anisantha Endl.
- Anthocercis aromatica C.A.Gardner
- Anthocercis fasciculata F.Muell.
- Anthocercis genistoides Miers
- Anthocercis gracilis Benth.
- Anthocercis ilicifolia Hook.
- Anthocercis intricata F.Muell.
- Anthocercis littorea Labill.
- Anthocercis microphylla F.Muell.
- Anthocercis odgersii F.Muell.
- Anthocercis racemosa F.Muell.
- Anthocercis sylvicola T.Macfarlane & Wardell-Johnson
- Anthocercis tenuipes Gand. (Possible hybride entre Duboisia myoporoides (R.Br.) & Cyphanthera scabrella (Benth.) Miers)
- Anthocercis viscosa R.Br.